# 草海镇 (鹤庆县)
草海镇，原称城郊乡，是中华人民共和国云南省大理白族自治州鹤庆县下辖的一个乡镇级行政单位。

## 行政区划
草海镇下辖以下地区：
彭屯村、板桥村、母屯村、新民村、新华村、罗伟邑村、太平村、田屯村、小水美村、石朵河村、柳绿河村、倒流箐村、里习吉村、马厂村、新峰村和安乐村。